# Werribee Park

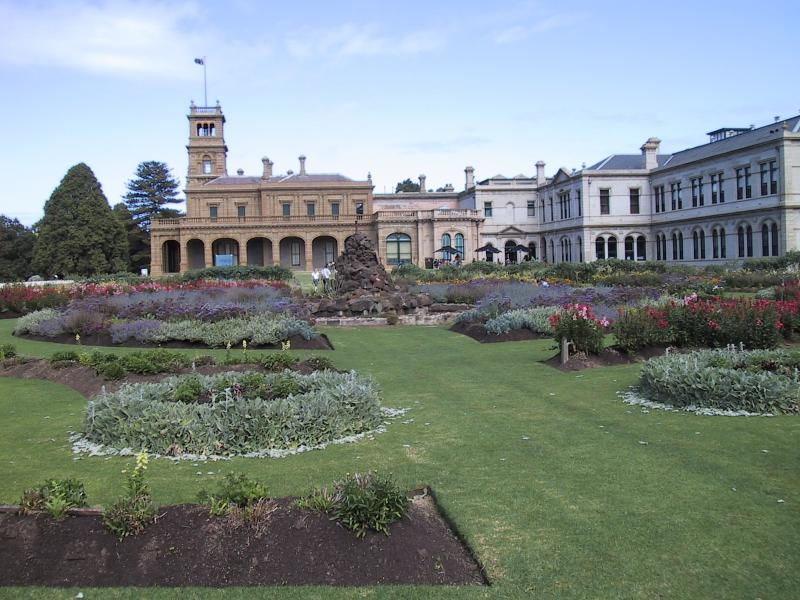
Werribee Park Mansion

Werribee Park je nemovitost s historickou budovou ve Werribee, státě Victoria, v Austrálii. Zahrnuje Werribee Park Mansion, rozárium Victoria State Rose Garden, zahrady, Werribee Park National Equestrian Centre, Werribee Open Range Zoo, procházkovou trasu s moderními sochami a přírodním říčním tokem. V okolí řeky jsou pěstovány rostliny Kurung Jang Balluk klanu, který žil na řece Werribee. V místě je také Mansion Hotel a konferenční centrum. Park byl odkoupen vládou státu Victoria v roce 1973. Byl otevřen jako turistická atrakce v roce 1977. 
Werribee Park je prezentován pod jménem Parks Victoria. Parks Victoria je také název parku v Britské Kolumbii, oblasti v Severní Americe. Havním městem území Britská Kolumbie je město Victoria.

## Werribee Park Heritage Orchard
Werribee Park Heritage Orchard je krásný starý ovocný sad zmiňovaný v období okolo roku 1870. Byl proslulý pro své broskve, hrozny, jablka, kdoule, hrušky, odrůdy švestek a několik dalších druhů ovoce, stejně jako vlašské ořechy a olivy. Během několika posledních desetiletí byl však sad zapomenut a – z nedbalosti – zchátral. Na počátku 21. století byla tomuto historickému park opět věnována pozornost. Některé ze starých odrůd přežily – především kdouloně, hrušně a jabloně. S Parks Victoria spolupracuje i místní komunita, která pečuje o sad a park.
Cílem Werribee Park Heritage Orchard je:
- Poskytovat podporu a zvyšování povědomí veřejnosti o sadu.
- Pomoci se zachováním a zhodnocováním sadu a speciálními projekty vybraných skupinou po konzultaci s Parks Victoria a dalšími významnými zúčastněnými stranami.
- Zapojit obyvatelstvo se zájmem o ovocný sad.